# BLOODSUCKERS
『BLOODSUCKERS』（ブラッドサッカーズ）は、日本のロックユニット、VAMPSの3作目のアルバム。2014年10月29日発売。発売元はユニバーサルミュージック内のレーベル、Delicious Deli Records。
なお、翌年に発表した『BLOODSUCKERS (International Edition)』は、フィンランド・ヘルシンキにあるヘヴィメタル専門のレコードレーベル、Spinefarm Recordsから発売されている。

## 解説
前作『BEAST』以来約4年3ヶ月ぶりとなるアルバム。なお、本作は日本国内ではベストアルバム、海外ではデビューアルバムとして発表された『SEX BLOOD ROCK N' ROLL』以来約1年1ヶ月ぶりとなるアルバム作品に位置付けられる。
本作には、2013年に発表されたシングル「AHEAD/REPLAY」の表題曲2曲に加え、2014年にアルバムに先行してリリースされたシングル「GET AWAY/THE JOLLY ROGER」「VAMPIRE'S LOVE」の表題曲3曲を含めた13曲が収められている。なお、本作発売から約5ヶ月後に発表された『BLOODSUCKERS (International Edition)』の収録曲は、すべて全英語詞バージョンになっており、「AHEAD」に関しては「WORLD'S END」というタイトルで収められている。
なお、本作のマスタリングは、アメリカ・ニューヨークにあるスターリング・サウンド（Sterling Sound）でチーフエンジニアを務めるテッド・ジェンセンが担当している。

### 背景
2013年にVAMPSは、日本国内でベストアルバム、海外でデビューアルバムとして『SEX BLOOD ROCK N' ROLL』を発表した後、アメリカやヨーロッパ（スペイン、フランス、ドイツ、イギリス）をツアーでまわった。そして2014年6月14日には、イギリス・ロンドンで開催された野外ロック・フェスティバル「Download Festival 2014」に出演した。
上記の一連のライヴツアーを行っているさなか、VAMPSは2013年の年末頃から本格的なアルバムレコーディングを開始する。K.A.Zは本作発売当時に受けたインタビューの中で「『SEX BLOOD ROCK N' ROLL』は過去に作ったものを海外用にパッケージしたものであって、新曲は入っていなかったじゃないですか。だから、すぐに新しいアルバムを作ってリリースしたいという想いがあって」と述べており、制作に早く取り組みたいというモチベーションだったことを示唆している。
なお、海外公演を行ったことによる音源制作に対する意識の変化について、HYDEは「特に海外だからどうこうっていうのは、それほど意識してないかな。常に同じモードというか、海外も日本も同じだと思ってるし。むしろVAMPSのライヴというものに自信があるから、ニューアルバムができて方向性が変わるより、オリジナルな部分はなくしたくない。そういう意味では、自分たちのスタンスをちゃんと守ることが、海外へのアプローチなのかもしれないね」と述べている。

### 録音作業と音楽性
『BLOODSUCKERS』の録音作業は、日本とアメリカ・ロサンゼルスで行われている。レコーディングはシングル「AHEAD/REPLAY」の制作を含めると2013年の春頃から開始されているが、本格的なアルバム制作は2013年の年末頃から行われている。VAMPSとして「早くニューアルバムを出したい」という想いがあったものの、楽曲の出来栄えに納得できるまで制作を続けた結果、アルバムレコーディングに約10ヶ月ほどかかってしまったという。HYDEは今回のレコーディングを振り返り「その（2013年の年末）時点で3曲は完成していたものの、ほかの10曲を10ヵ月ぐらいかけてレコーディングしたので、かなり長い時間をかけてますよね。クオリティの高い作品を作りたいという気持ちはどんどん増しているから」と述懐している。また、K.A.Zは本作発売当時に受けたインタビューの中で、今回の制作に関し「去年（2013年）の7月に「AHEAD/REPLAY」をリリースして、その少し前から新曲を書き始めたんですけど、今回はなかなか曲ができなくて苦労しました。いかに前2作とはまた違うものにするかというのが頭にあったから。毎回新しいものを…というスタンスで作品を重ねると、曲作りが難しくなってくる部分はあります」「自分が昔から聴いてきた音楽は変わらずルーツとしてあるけれど、時代によって音楽は変わっていくから、ちょっとした変化をいかに新しいアルバムに反映させることができるか？とか。そこで煮詰まったりもしたし、曲が出来ないときは全然出来なかったし、そういう意味で難産でしたね」と語っている。
本作は前作までと比べ、全体的にシンセサウンドがフィーチャーされた仕上がりになっている。特にK.A.Zが作曲を担当した楽曲は、シンセサイザーを多用した音源が以前よりも増えている。K.A.Zは本作発売当時に受けたインタビューの中で、本作に向けた作曲作業を振り返り「毎回同じテイストで揃えるならあまり悩まないと思うけど、同じようなものばかり作るのは退屈だし、音楽というものは時代と共にどんどん変化していくものですからね。例えば、少し前はヒップホップが主流だったけど、今はダンス・ミュージックがメインストリームになっていて、それを踏まえて海外ではロックバンドもダンスの要素を採り入れたりしていますよね。自分たちもそういうところはある程度敏感になって、新鮮な音楽を作りたいと思っていて」と語っている。ちなみにK.A.Zは、2013年7月に発表した自作曲「REPLAY」が、アルバム制作における自身の1つの指針になったことを示唆している。K.A.Zはこの曲について「攻撃的だけど、スケール感が大きくて。今までになかったVAMPSらしさを出せたことを感じて、1つの指針になった部分はありました」と本作発売当時に語っている。なお、HYDEは今回K.A.Zが作曲した楽曲の印象について「今回ちょっと、デジタル寄りだとは思いましたね。それはたぶんブームだと思う、僕らのね。去年…もっと前からかな。DUB系だったりとか、デジタルものをよく2人で聴いてたんで、自然な流れと言えば自然な流れ」と述べている。一方で、K.A.Zは今回HYDEが作曲した楽曲の印象について「今回のHYDEの曲はライヴで騒げるというか、ロック色の強いものが多いです。「LIPS」とかもすごくヘヴィだったりするし。でも懐かしいロックっぽさもあったり、ドライヴ感もあったりして独特ですよね」「HYDEは設計段階で曲の構成をイメージすることに長けてるんだと思いますね。彼のデモを聴いても、なぜ、このフレーズがここに来ているのかわかるし、緊張感を徐々に高めていって、いっきにサビに移行したりとか、そういう構築の仕方が得意なんだと思います」と述べている。結果的に2人が様々な音楽性を内包した楽曲の制作にアプローチしたことにより、ヘヴィでありながらバラエティ豊かなロックアルバムとして完成している。
レコーディングには、前2作から引き続きエンジニアとしてジョシュ・ウィルバーが参加しているが、本作では共同プロデューサーも務めている。ちなみに、ジョシュ・ウィルバーは前作から引き続き、HYDEの英語の発音に関する監修も担当している。HYDEは本作発売当時に受けたインタビューの中で、今回のボーカルディレクションについて「今回も前回同様、2回ディレクションをしてもらって。1回目は日本でネイティヴにジャッジしてもらって、2回目はエンジニアのジョッシュ（ウィルバー）が聴いて変だと思うところをもう1回歌い直すんです。でも、それを最終的に決めるのは僕自身。"今のは、ジョッシュはOKかもしれないけど、僕的にはあんまりカッコ良くないんで、もう1回歌わせてください"っていう、この判断ができないとダメ。だから、気分的にリラックスした状態でいられるように、なるべく自分の環境を作るような気持ちでいました」と述べている。また、HYDEは歌入れ作業を振り返り「僕はどうあがいてもネイティヴにはなれないんで、ある程度のあきらめは必要だなって思うんですよ。それは、発音だけを気にすると、聴いててつまんない歌になりがちなので。やっぱり一番重要なのは、いい歌が歌えたかどうかだと思うんで」「（英語の発音のクオリティーは）常々意識はしてるけど、海外というよりも、やっぱり作品としてできる限りのことをしたいっていう思いがあるから」と語っている。また、前2作の制作に参加していたライヴのサポートメンバーであるJu-ken、Arimatsu、斉藤仁は、今回の制作においてもそれぞれベーシスト、ドラマー、シンセサイザープログラマーとして招聘されている。
なお、今回のギターの音作りは、K.A.Z曰く「前作までの手法を踏襲した」といい、これまで通り緻密に1音ずつ積み重ねていったという。こういった背景もあり、本作はK.A.Z独特の直線的なサステインと、歪みを抑えながらもレンジの広いサウンドアプローチが多くみられる作品になっている。K.A.Zは本作のギター録りについて「ギターは、いつもと特に変わらなかったです。ずっとエンジニアのジョッシュと一緒にやってきていて、ドラムもベースもギターもある程度確立した作業の進め方があるので、それを踏襲しました。バッキングギターを録るときは、高音弦と低音弦を別録りして、同じ定位にまとめたりとか。そうすると、自分が頭の中で思い描いている音像になるんです」「曲に対しての音選びは、直感的な感じではあるけど、弾いたときに何か違うなと思ったらすぐ変えてました。自分なりの録り方があるといっても、それが全部の曲に合うとは限らないので。自分の形にこだわりすぎることは、楽曲を無視することに繋がりますよね。それぞれの楽曲に一番合う音でギターを弾きたいんです。だから、使用機材は慎重に選びました」と述懐している。なお、K.A.Zは今回の制作で、自身のオリジナルモデルギター「Zodiacworks ZPG Re-viv K.A.Z Custom #01」「Zodiacworks ZPG Re-viv K.A.Z Custom #02」の2本をメインで使いながら、David Thomas McNaught V5と、ジョシュが購入したEverTuneブリッジの搭載されたギターを弾いている。また、アンプはK.A.Z曰く「プリアンプはボグナーやメサブギーでも、パワーアンプはマーシャルのオールドを使うことが多かった」という。
こうしてシングル「AHEAD/REPLAY」のレコーディング期間を含め、1年以上の制作時間をかけて本作が完成することとなった。HYDEは出来栄えについて「完成度はすごい高いと思ってるし、今の時点では、自分のアプローチするロックバンドのアルバムとして、かなりのものが出来上がったんじゃないかな、と思います」と発売当時に語っている。また、K.A.Zは「自分でも音源として新しいものを作って、VAMPSがより海外に出せるアイテムになったことを感じています。同時に、日本でロックをやっている若い子やキッズたちに、この音を真似したいと思わせるくらいのクオリティーにはなっていると思う」と述べている。

### 楽曲について
本作には、アルバムレコーディングの中で制作された「GET AWAY」「THE JOLLY ROGER」「VAMPIRE'S LOVE」の3曲に加え、「AHEAD」「REPLAY」を含む13曲が収められている。なお、2015年3月に発表された海外盤『BLOODSUCKERS (International Edition)』には、「AHEAD」「GET AWAY」「VAMPIRE'S LOVE」が全英語詞バージョンで収録されている（「AHEAD」の全英語詞バージョンは「WORLD'S END」というタイトルで収録）。
本作の4曲目に収録された「AHEAD」と7曲目に収録された「VAMPIRE'S LOVE」は曲名に表記されていないが、シングル収録版とは異なるアレンジが施されている。「AHEAD」のアルバムバージョンは、アルバムにシンセサウンドをフィーチャーした楽曲が増えてきたことを踏まえ、シングルバージョンからシンセを足したうえで、ボーカルもAメロ部分を録り直し、エフェクティヴな加工を施している。また、「VAMPIRE'S LOVE」のアルバムバージョンでも、ボーカルが録り直されている。HYDEは歌を再録した理由について「シングルに入っているピアノバージョン（「VAMPIRE'S LOVE -Piano Ver.-」）の歌が、これ（アルバムバージョン）の本チャンだったんですよ。だけど、ちょっとメロウすぎてハードロック感がなかったんで、サビだけもうちょっとクールに歌い直して。ギリギリのところでコロコロ変えたりした」と述べている。今回、シングルとして発表した楽曲を見直すことにした経緯について、HYDEは「今までの固定概念を抜きにして、やり直せるんならやり直そうっていう。気になってたところは、全部直しました」と語っている。
また、本作の1曲目に収録された「REINCARNATION」は、次曲「ZERO」と隙間なく続くインストゥルメンタルとなっている。HYDEはこの曲について「K.A.Zくんが作ったインストと「ZERO」を絡ませるといいなと思ってたので、これは2曲で1曲ぐらいの勢いですね。曲間もくっつけてあるんですけれど、アルバムの強力なプロローグみたいな立ち位置に仕立てたいなと思って」と述べている。なお、作曲を担当したK.A.Zは本作発売当時に受けたインタビューの中で、この曲の制作を振り返り「最初からインストを作ろうと思って出来たんです。ピアノの響きが好きなので入れたかった曲でもあり、全体に角がなくて少しずつ開けていくような構成で、何かが生まれるようなイメージがありましたね」「「REINCARNATION」は、もともとアルバムの頭に持ってこようと思って作ったわけではなくて。バラードの前に来てもいいかなという感じで作っていたんです。だけど、曲を並べたときに「ZERO」との繋がりもすごく良かったので、アルバムの導入に持ってきました」と語っている。そして2曲目に収録された「ZERO」は、これまでのVAMPSの楽曲にはなかったようなシンセをフィーチャーし、繊細さと躍動感を融合した壮大なロックナンバーに仕上げられている。作曲を担当したK.A.Zは、この曲を制作するにあたり「同じフレーズをずっとループさせて、なおかつノレる曲にしたい」と思っていたという。
異色な2曲の後、3曲目には色気と攻撃的なボーカルが印象的なロックナンバーとして、「LIPS」が収録されている。なお、作曲を担当したHYDEは「VAMPSらしい、いかがわしくてノリのいい曲を持ってきたかった」と語っている。K.A.Zはこの曲の印象について「ギターのバッキングってロックでは重要だと思うんですよ。ヘヴィなギターで始まるこの曲はドライヴ感があって妖しさもある。きっとライヴで盛り上がると思う」「横ノリのグルーヴは今までVAMPSにありそうでなかったかもしれない。演奏、パフォーマンスにも独特のノリが生まれそうな気がしますね」と述べている。
本作の5曲目に収録された「EVIL」は、ゴシックかつヘヴィなロックナンバーに仕上げられている。作曲を担当したK.A.Zは、この曲の制作を振り返り「新しいヘヴィメタルでありラウドロックであり、サイバーな要素も少し入っている。尖っているとか刺さるっていう言葉が合う曲になりましたね」と述べている。なお、HYDE曰く「暴走する正義」を歌詞のテーマに据えたという。HYDEはこの曲の歌詞について「今の世の中を見ていると、正義の主張が度を越してると思うことがあるんですよね。正義は大事なことだけれど、それが押しつけになったときには悪に変わるんじゃないかって。"なぜ、俺に従わないんだ"っていう考えがエスカレートしたときに戦争が起こるんだと思うんですよ。人を殺してでも自分の意見を通したいっていう。そうなったときに悪魔は表れるっていう歌です。"俺を呼んだのはオマエだろ？"って」と述べている。ちなみに本作の6曲目に収録された「GHOST」は、HYDEが「死」をテーマにリリックを綴っている。HYDEはこの曲の作詞作業を振り返り「死って忌み嫌うものではなく、誰もが経験するものじゃないですか。だからこそ景色が美しく見えたりすることがあるんだろうし。個人的には信じてはいないですけど、例えば死んだ後に次の人生が待っていたら、ドラマティックだし、そう考えたら“死”は永遠のファンタジーという考え方もできると思うんです。その視点からの「GHOST」ですね。K.A.Zくんの曲を聴いて、こういうガラス越しの世界が浮かんで」と述べている。
また、本作の11曲目に収録された「BLOODSUCKERS」は曲名にアルバムタイトルが冠されており、ライヴでの盛り上がりを意識して制作されたロックナンバーとなっている。そして本作の最後には、アルバムを締めくくる壮大なナンバーとして、「INSIDE MYSELF」が収録されることとなった。作詞・作曲を担当したHYDEは、この曲を最後に配置した経緯と、アレンジの方向性について「繋がりを考えたわけじゃないんですけど、結果、もう1度自分に帰るみたいな、巡るような内容になってますね。ライヴでは演奏している曲でもあり、オーケストラを足してさらに壮大になりましたね」と述べている。また、K.A.Zはこの曲の印象について「静と動のコントラストがドラマティックで、映画音楽に通じる起承転結がある曲ですね。決して明るくはないんだけど、スケール感がある」と語っている。

### アルバムタイトル、アートワーク
アルバムタイトルには、「吸血鬼」を表す『BLOODSUCKERS（＝吸血鬼）』が付されている。VAMPSが2014年頃からライヴのMCにおいて、このワードでファンダムを表現していたことから、今回タイトルに据えられることになった。HYDEはアルバムタイトルを決めた経緯について「（収録曲の「BLOODSUCKERS」を）アルバム制作の最後のほうに作りました。アルバムのタイトルかなとは思っていたけど、そのときは何も言わずにジャケットが完成してからK.A.Zくんと"BLOODSUCKERSでいいかな"って話をして」と述べている。
なお、アルバムジャケットは、シングル「GET AWAY/THE JOLLY ROGER」のアートワークを担当したロッキン・ジェリー・ビーンが描き下ろしている。

### リリース形態
本作は、初回限定盤A（SHM-CD＋BD）、初回限定盤B（SHM-CD＋GOODS）、通常盤（SHM-CD）の3形態でリリースされた。初回盤Aにはシングル表題曲5曲のミュージック・ビデオを収めたBlu-rayが付属されており、初回盤BはTシャツ・タオル・缶バッジ・ステッカーシートをパッケージしたボックス仕様になっている。
2015年には本作の海外盤『BLOODSUCKERS (International Edition)』が発売されている。International Editionは、「AHEAD」「REPLAY」「VAMPIRE'S LOVE」が全英語詞バージョンで収録されている（「AHEAD」の全英語詞バージョンは「WORLD'S END」というタイトルで収録）。なお、このエディションは、2015年3月23日にイギリス、ヨーロッパ、2015年3月24日にはアメリカ、日本で発売され、2015年3月25日には全世界で配信リリースされている。

## 収録曲
| #   | タイトル                                                     | 作詞 | 作曲  | 編曲  | 時間 |
| --- | ------------------------------------------------------------ | ---- | ----- | ----- | ---- |
| 1.  | 「REINCARNATION」                                            |      | K.A.Z | VAMPS | 1:33 |
| 2.  | 「ZERO」                                                     | HYDE | K.A.Z | VAMPS | 3:31 |
| 3.  | 「LIPS」                                                     | HYDE | HYDE  | VAMPS | 4:08 |
| 4.  | 「AHEAD」((※) 表記はないがアルバムバージョンで収録)          | HYDE | HYDE  | VAMPS | 4:11 |
| 5.  | 「EVIL」                                                     | HYDE | K.A.Z | VAMPS | 3:24 |
| 6.  | 「GHOST」                                                    | HYDE | K.A.Z | VAMPS | 4:49 |
| 7.  | 「VAMPIRE'S LOVE」((※) 表記はないがアルバムバージョンで収録) | HYDE | HYDE  | VAMPS | 4:49 |
| 8.  | 「DAMNED」                                                   | HYDE | HYDE  | VAMPS | 4:22 |
| 9.  | 「GET AWAY」                                                 | HYDE | K.A.Z | VAMPS | 4:20 |
| 10. | 「REPLAY」                                                   | HYDE | K.A.Z | VAMPS | 4:11 |
| 11. | 「BLOODSUCKERS」                                             | HYDE | HYDE  | VAMPS | 1:25 |
| 12. | 「THE JOLLY ROGER」                                          | HYDE | HYDE  | VAMPS | 4:22 |
| 13. | 「INSIDE MYSELF」                                            | HYDE | HYDE  | VAMPS | 4:37 |

| #   | タイトル                                       | 作詞 | 作曲  | 編曲  | 時間 |
| --- | ---------------------------------------------- | ---- | ----- | ----- | ---- |
| 1.  | 「REINCARNATION」                              |      | K.A.Z | VAMPS | 1:33 |
| 2.  | 「ZERO」                                       | HYDE | K.A.Z | VAMPS | 3:31 |
| 3.  | 「LIPS」                                       | HYDE | HYDE  | VAMPS | 4:08 |
| 4.  | 「WORLD'S END」(「AHEAD」の全英語詞バージョン) | HYDE | HYDE  | VAMPS | 4:11 |
| 5.  | 「EVIL」                                       | HYDE | K.A.Z | VAMPS | 3:24 |
| 6.  | 「GHOST」                                      | HYDE | K.A.Z | VAMPS | 4:49 |
| 7.  | 「VAMPIRE'S LOVE」(全英語詞バージョン)         | HYDE | HYDE  | VAMPS | 4:49 |
| 8.  | 「DAMNED」                                     | HYDE | HYDE  | VAMPS | 4:22 |
| 9.  | 「GET AWAY」(全英語詞バージョン)               | HYDE | K.A.Z | VAMPS | 4:20 |
| 10. | 「REPLAY」                                     | HYDE | K.A.Z | VAMPS | 4:11 |
| 11. | 「BLOODSUCKERS」                               | HYDE | HYDE  | VAMPS | 1:25 |
| 12. | 「THE JOLLY ROGER」                            | HYDE | HYDE  | VAMPS | 4:22 |
| 13. | 「INSIDE MYSELF」                              | HYDE | HYDE  | VAMPS | 4:37 |

## 初回限定盤A付属Blu-ray
1. AHEAD -Music Video-
Director & Producer：maxilla inc.
Production：ENNET, INC.
2. REPLAY -Music Video-
Director：野田智雄
Producer：小浜元
Production：P.I.C.S.
3. GET AWAY -Music Video-
Director：多田卓也
Producer：Toshinori Chiba
Production：kuu
4. THE JOLLY ROGER -Music Video-
Director：多田卓也
Producer：Toshinori Chiba
Production：kuu
5. VAMPIRE'S LOVE -Music Video-
Director & Producer：二階健
Production：Nikaism

## クレジット
| - Produced by VAMPS & Josh Wilbur - Vocal：HYDE - Guitar & Programming：K.A.Z - Bass：Ju-ken from Derailers - Drums：Arimatsu - Synthesizer Programming：斉藤仁 - Strings Arrangement by 弦一徹 (Tr.13) - Orchestra Arrangement & Programming by 前嶋康明 (Tr.7) - Additional Arrangement & Programming by WolfJunk (Tr3,12) - Guest Bass：Nick Villarreal from Sons Of Texas (Tr.3,6,11) - Strings：弦一徹ストリングス (Tr.13) - Voice：Tracy Pendergast (Tr.1) - Keyboard：佐藤雄大 (Tr.1) [Recording Engineers] - Mixing Engineer：Josh Wilbur - Recording Engineesr：Josh Wilbur, Rie Mimoto, Kenichi Arai - Assitant Engineers：Wataru Namifusa (LAB recorders), Kazuaki Takanishi (LAB recorders), Shinya Kondo (prime sound studio form), Kohei Hatakeyama (prime sound studio form), Yujiro Yonetsu (prime sound studio form), Charles Park (Suburban Soul Studios), Nick Zagorin (Suburban Soul Studios), Matt Umekubo (Suburban Soul Studios) - Recording Studios：VAMPROSE STUDIO, LANDMARK STUDIO, LAB recorders, prime sound studio form, ODEN STUIDO, Suburban Soul Studios - Mixing Studios：LAB recorders, orime sound studio form, Suburban Soul Studios - Mastered by Ted Jensen (Sterling Sound N.Y.) - English Vocal Advisors：Josh Wilbur, Nana Hatori, Jessica Imani Dawson - English Lyrics Advisors：Alexandra Sanafeeva (VAMPROSE), Asami Nakamura (VAMPROSE) | - Guitar & Bass Technicians：Kazutaka Minemori (Master Tone), Akira Watanabe - Drums Technicians：Osamu "SAM" Nagano (MOBY DICK), Yoshio "MASUO" Arimatsu - L.A. Session Coordinator：Jun Umemoto - Label Head：Kazuhiro Imanari (Delicious Deli Records) - A&R：Munehito Ito (Delicious Deli Records) - Product Manager：Tomoharu Kageyama (Virgin Music) - Sales Promoters：Yukihiko Anzawa (Universal Music LLC), Noriko Yasuhara (Universal Music LLC) - International Coordinator：Hiroki Okutani (Delicious Deli Records) [Artwork etc] - Art Director：Rockin'Jelly Bean (RJB Art Graphics) - Art Designer：Arisa Momonoi (MONO) - Artwork Coordinator：Hitomi Miyamoto (Universal Music LLC) - Recording Line Director：Atsushi Sato (VAMPROSE) - A&R Producer：中山千恵子 (Chinet Inc.) - Executive Producers：福島清志 (VAMPROSE), Kimitaka Kato (Virgin Music) - Artist Management：Yoshinobu Momiyama (VAMPROSE), Takaharu Kon (VAMPROSE), Jun Katano (VAMPROSE), Kei Fukao (VAMPROSE), Ikuko Terada (VAMPROSE), Masakazu Enya (VAMPROSE), J (VAMPROSE GLOBAL) - Special Thanks：大石征裕（MAVERICK DC GROUP）, Kenji Mura (SMC ENTERTAINMENT), Yukihiro Hayashi (FREE THE TONE), Atsushi Matsuzaki (ZODIAC WORKS), Takahiro Tamaya (Musette Japan), Tatsuaki Totani (HARRY'S ENGINEERING), Kenji Sakai (K.K.FENDER PROMOTION), Masaya Hatano (IKEBE GAKKI), Satoshi Inoue (MIYAJI GAKKI), Kazuhisa Kusumi (Rock-It Cargo Japan), 高見佳明, 荒木尚子 (Octbre.), Kazue Yaguma, Rika Tokiwa (saucer Inc.), Motoya Ozaki (flava Inc.), Yoshiaki Hara, Naoki Nakayama (Chinet Inc.), Chikara Tanaka, Hitoshi Kasai (FITZ ROY), Sugako Nishimura, Hitoshi Yoshioka (Metropolis London Music), Risa Mori, Tetsuro Tsujimura (T.Tsujimura Promotion), Anna Wanghan, SMC ENTERTAINMENT, MORIDAIRA MUSICAL INSTRUMENT CO.,LTD., SES Inc., HIBINO SOUND Recording, SAKAE, BOGNER AMPLIFICATION, Brerr Allen Rental |

## タイアップ
| 年     | 楽曲            | タイアップ                                                                       |
| ------ | --------------- | -------------------------------------------------------------------------------- |
| 2013年 | AHEAD           | ソニーモバイルコミュニケーションズ「au Xperia UL SOL22」CMソング（HYDEのみ出演） |
| 2013年 | REPLAY          | iOS/Android向けゲーム『ダークラビリンス』テーマソング                            |
| 2014年 | GET AWAY        | テレビ朝日系番組『お願い!ランキング』2014年8月度エンディングテーマ               |
| 2014年 | THE JOLLY ROGER | 日産自動車「新型X-TRAIL」CMソング                                                |
| 2014年 | VAMPIRE'S LOVE  | 東宝東和配給映画『ドラキュラZERO』日本版イメージソング                           |
| 2015年 | ZERO            | NHKワールドTV『J-MELO』2015年4月度テーマソング                                   |